# Château de Fyvie
Le château de Fyvie est un château situé dans le village de Fyvie, dans l’Aberdeenshire en Écosse.

## Historique
Les parties les plus anciennes du château remontent au XIIIe siècle — certaines sources[évasif] disent qu’il a été construit en 1211 par Guillaume Ier d’Écosse. Le futur roi Charles Ier d’Angleterre y vit, enfant. À la suite de la bataille d'Otterburn en 1390, le lieu cesse d’être un bastion royal, et il tombe successivement en possession de cinq familles. Le 28 octobre 1644, les soldats de Manus O'Cahan (en) et du marquis de Montrose y remportent une petite victoire contre l'armée des Covenantaires.
Les terres voisines sont aménagées au XIXe siècle selon les goûts victoriens. L’industriel américain Alexander Leith (en) (plus tard Forbes-Leith) achète le château en 1885, qui est vendu à la National Trust for Scotland en 1984 par ses descendants. Le château se visite de nos jours en été, et a servi de décor à plusieurs programmes télévisés britanniques, comme à l’émission Most Haunted (en) (dans la 6e saison, produit par Living (en)) ou aux Castles of Scotland (« Châteaux d’Écosse », produit par STV).

## Légendes
Comme de nombreux châteaux écossais, le lieu est dit hanté. On raconte que pendant des travaux de rénovation en 1920, le squelette d’une femme a été découvert derrière le mur d’une chambre. Le jour où les restes ont été inhumés dans le cimetière de Fyvie, les propriétaires du château ont commencé à entendre des bruits étranges. Craignant d’avoir offensé la morte, le laird a fait exhumer le squelette et replacé derrière le mur de la chambre, ce qui a fait cesser les bruits.
On dit qu’il existe une chambre secrète dans le coin sud-ouest du château, qui doit rester fermée sous peine de désastre. Il n’est pas certain que ce soit la pièce où le squelette a été trouvé. Il y a aussi une tache de sang indélébile, deux fantômes et deux malédictions associées au lieu, dont l’une est attribuée au laird devin Thomas le Rhymer.